# Petrova (gmina)
Petrova – gmina w Rumunii, w okręgu Marmarosz. Obejmuje tylko jedną miejscowość Petrova. W 2011 roku liczyła 2525 mieszkańców.